# Né qui né altrove. Una notte a Bari
Né qui né altrove. Una notte a Bari è un romanzo, scritto da Gianrico Carofiglio e pubblicato da Laterza nel 2008.
È il quinto romanzo scritto da Gianrico Carofiglio, dopo Testimone inconsapevole (Sellerio, 2002), Ad occhi chiusi (Sellerio, 2003), Il passato è una terra straniera e Ragionevoli dubbi (Sellerio, 2006).

## Trama
Tre ex compagni di studi si ritrovano a Bari dopo vent'anni: un giro in macchina per la città riporta a galla ricordi piacevoli e non, pregi e debolezze, segreti e rancori mai sopiti. Lo sguardo disincantato ma nostalgico sull'infanzia e l'adolescenza è il tema portante del romanzo, in cui la città è protagonista quanto e più dei personaggi principali.
L'aspetto più interessante di questo romanzo anomalo è probabilmente proprio questa assenza di una vera e propria trama. L'incontro fra i tre protagonisti diventa un'occasione per raccontare Bari ed i suoi cambiamenti nel corso degli anni. Allo stesso tempo l'andare a zonzo nella città diventa un viaggio nella memoria dei tre protagonisti e fornisce l'occasione per tutta una serie di considerazioni filosofiche, letterarie e sociologiche.

## Edizioni
- Gianrico Carofiglio, Né qui né altrove. Una notte a Bari, collana Contromano, Laterza, 2008,  pp. 159, ISBN 978-88-420-8630-7.